# Баринов, Леонид Михайлович
Леонид Михайлович Баринов — советский хозяйственный деятель, Герой Социалистического Труда.

## Биография
Родился в 1937 году в Московской области. Член КПСС.
В 1953—1997 годах — ученик токаря, токарь, бригадир токарей и партгрупорг ремонтно-механического цеха Московского автомобильного завода имени И. А. Лихачёва производственного объединения «ЗиЛ» Министерства автомобильной промышленности СССР.
Указом Президиума Верховного Совета СССР от 16 января 1981 года присвоено звание Героя Социалистического Труда с вручением ордена Ленина и золотой медали «Серп и Молот».
Делегат XXVII съезда КПСС.
Умер в 1998 году в Москве.

## Награды и звания
- Герой Социалистического Труда (16.01.1981)
- Орден Ленина (16.01.1981)
- Орден Октябрьской Революции